# Антисфен
Антисфе́н (грец. Αντισθενης, бл. 435—370 до н. е.) — стародавній грецький філософ, засновник школи кініків.
Антисфен виступив проти платонівської теорії ідей. В етиці Антисфена, яка посідає центральне місце в його філософії, відбито інтереси розорених кіл афінської рабовласницької демократії. Тому Антисфен засуджував поділ людей на панів і рабів, заперечував чуттєві насолоди, пов'язані з багатством, розкішшю; пропагував своєрідний культ праці та повернення до «природного стану».

## Нарис
Антисфен — послідовник Сократа. Перед тим як примкнути до Сократа, Антисфен вчився у софіста Горгія. Софістика істотно вплинула на філософію раннього Антисфена; сліди цього впливу дослідники знаходять у збережених працях. Послідовником Сократа Антисфен стає у зрілому віці. Антисфен був присутній при передсмертній бесіді Сократа, зафіксованій в творах Платона.
Після смерті Сократа Антисфен відкрив в Афінах власну школу в гімнасії для неповноправних громадян на Кіносарзі (за цією назвою, за однією з версій, його послідовники і стали іменуватися кініками). Хоча в теорії Антисфена чітко проглядається вплив вчителів, він суперечить софістам, далеко відходить від інших учнів Сократа (Ксенофонта, Платона, Евкліда, Федона, Аристиппа). Вважають, що його перехід до кінізму міг бути пов'язаний з враженням, яке залишила на нього страта Сократа.
Антисфен — перший номіналіст, який відкидає існування загальних понять і стверджує, що ідеї існують тільки у свідомості людини. За Антисфеном, синтетичні судження помилкові. Предмети окремо-поодинокі, непричетні до будь-якої узагальненості; їх можна називати й порівнювати, але не визначати. Звідси, розвиваючи уявлення Сократа про поняття, він дав визначення: «Поняття є те, що виражає, чим предмет був або чим він є».
Антисфен виступав проти традиційного з часів елейської школи поділу світу на розумоосяжне («по істині») і чуттєве («на думку») буття, чим передбачив арістотелівську критику ідей Платона.
Основним завданням філософії, стверджував Антисфен, є дослідження внутрішнього світу людини, розуміння того, що є для людини істинним благом. Сам Антисфен і його учні доводили, що благо для людини — бути доброчесним.
Антисфен проповідував аскетизм, природність, пріоритет особистих інтересів перед державними. Заперечуючи традиційну релігію і державу, він і Діоген першими назвали себе не громадянами якоїсь певної держави, а громадянами всього світу — космополітами.
Принцип радикального аскетизму Антисфен поступово застосовував до різних розділів філософії (від логіки та етики до політики, педагогіки і теології). Аскетизм Антисфена був пов'язаний з уявленням про життя відповідно до природи. Вищий критерій істинності Антисфен знаходив у чесності, а метою пізнання та філософії вважав збіг етичного і природного в «автаркії» (незалежності) від соціальних впливів і людських установок.
У логіці Антисфен вважав, що «про одне може бути висловлено тільки одне, а саме лише його власне ім'я»; суб'єкту не можна приписати відмінний від нього предикат, висловлювання може бути тільки тавтологічним.
В основі етики Антисфена — вчення про автаркію, самодостатність. Не залежачи ні від чого зовнішнього, обмежуючи себе, ми тим самим уподібнюємося божеству, яке теж самодостатнє (але на відміну від нас, саме завдяки надлишку блага). Досягти стану самодостатності людина може тільки обмеженням своїх потреб, проводячи життя у праці, уникаючи тієї насолоди і тієї розкоші, які згубні для людини. Тобто Антисфен (слідом за Сократом) вважав, що чесноти можна навчити і що щастя можливе тільки від чесноти: «Досить бути доброчестивим, щоб бути щасливим: для цього нічого не потрібно, крім Сократової сили. Доброчесність проявляється у вчинках і не потребує ні великої кількості слів, ні великої кількості знань»(DL VI 11).
Антисфен і його учень Діоген Синопський були найбільш послідовними, безкомпромісними кініками. Принцип давньогрецьких філософів «відповідність форми життя її внутрішньому змісту» вони доводили до явної демонстративності. Образ мудреця взагалі, який створив Антисфен, було далі розвинуто в стоїцизмі, а за його образом кініка зокрема — короткий подвійний плащ на голе тіло, довга борода, посох, жебрацька торба — кініків упізнавали протягом всієї античності. Як стверджував про нього Діоген Лаертський: «Мабуть, саме він поклав початок найсуворішим стоїчним звичаям … Він був зразком безпристрасності для Діогена, самовладання для Кратета, непохитності для Зенона: це він заклав основу для їх споруд» (DL VI 14- 15).
Відомі назви близько 70 творів Антисфена, з яких збереглися кілька уривків і два ранні софістичні тексти повністю: «Аякс» і «Одіссей». Стиль збережених текстів недбалий, мова повсякденна, місцями вульгарна.
Політичні погляди Антисфена були вкрай своєрідні: він заперечував закони та всі соціальні умовності, а зразок для побудови людського суспільства пропонував шукати у тварин.

## Афоризми
- Дізнавшись одного разу, що Платон відгукується про нього погано, він зауважив: «Це уділ царів: робити гарне і чути погане»[1]
- Коли Антисфен намагався виставити напоказ діру в своєму плащі, Сократ зауважив: «Крізь цю дірку я бачу твоє марнославство!».
- Антисфен писав: «Хто досяг мудрості, той не повинен цікавитися науками, книгами, щоб його не відволікали сторонні речі і думки».
- Антисфен писав «На думку людей, існує безліч богів; по природі ж бог — один».
- Одного разу він порадив афінянам ухвалити постанову: «Вважати ослів кіньми». Коли це визнали безглуздістю, він зауважив: «Але ж ви простим голосуванням робите неосвічених людей полководцями?».
- Киренаїку Аристіппу якось раз задали питання, яку користь принесла йому філософія; Аристіпп відповів: «Дала здатність говорити з ким завгодно». Коли таке ж питання задали Антисфену, той, Аристіппу (кому дорікали за розкішне життя) відповів: «Дала здатність говорити самому з собою».
- Антисфену приписують вислів «я віддав би перевагу безумству аніж насолоді» (DL VI 3). Він також заявляв, що «тільки мудрець знає, кого варто любити» (DL VI 3), у відносинах з жінками рекомендував сходитися тільки з тими, які будуть за це вдячні.[1]